# 大帕夫洛維采

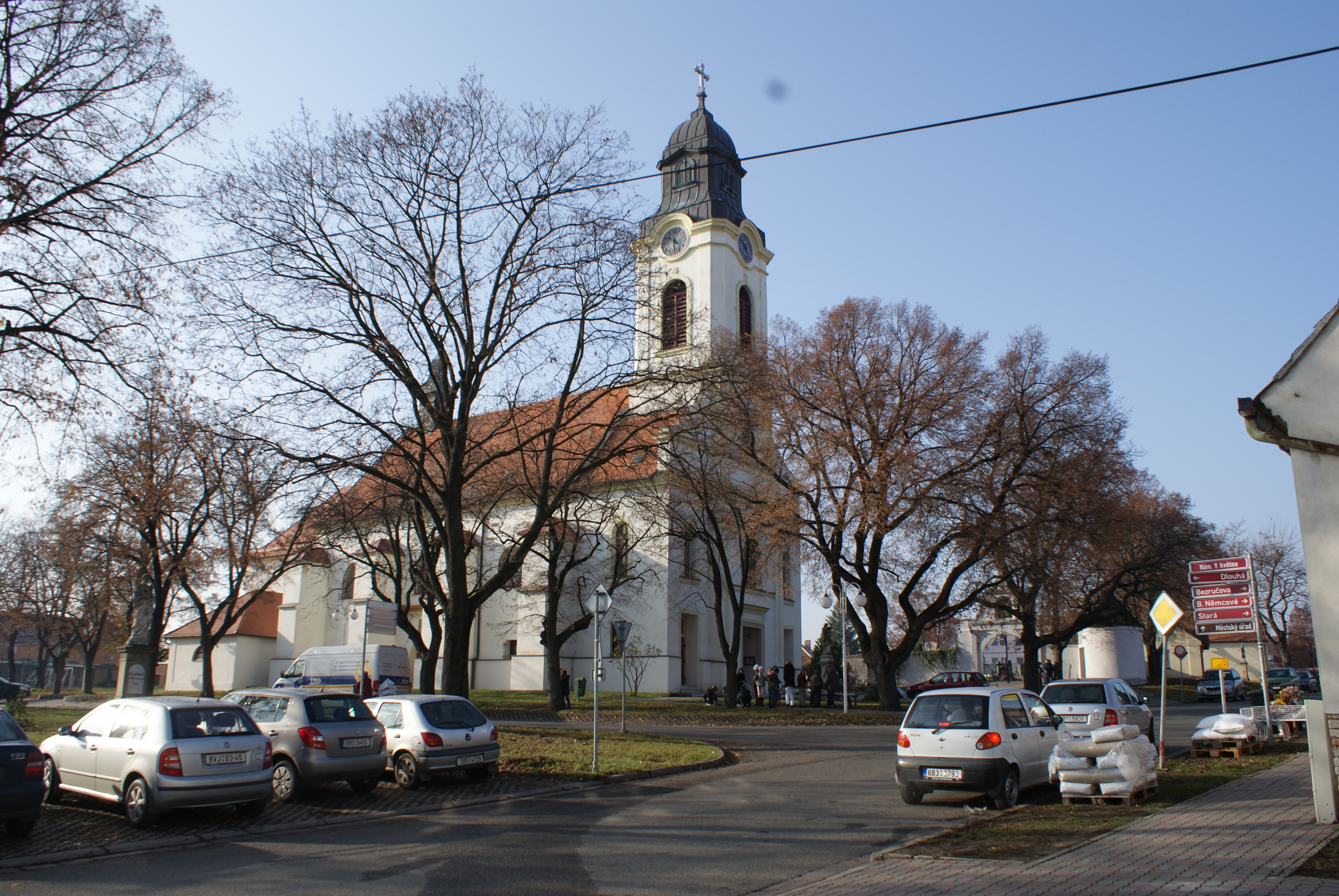

大帕夫洛維采是捷克的城鎮，位於該國東南部，距離布熱茨拉夫17公里，由南波希米亞州負責管轄，面積23.24平方公里，海拔高度182米，2011年人口3,091。

## 外部連結
- （捷克文） Official website（页面存档备份，存于）

48°54′17″N 16°48′58″E / 48.90472°N 16.81611°E